# Hecamede brasiliensis
Hecamede brasiliensis är en tvåvingeart som beskrevs av Cresson 1938. Hecamede brasiliensis ingår i släktet Hecamede och familjen vattenflugor. Inga underarter finns listade i Catalogue of Life.